# Elmo di Agris
L'elmo di Agris (fr. casque d'Agris) è un reperto archeologico, rinvenuto casualmente nel 1981 in una grotta presso la città francese di Agris, in Charente, località da cui il reperto prende il nome. Si tratta di un elmo da parata, di uso rituale o cerimoniale, realizzato in lamina d'oro, bronzo, ferro e corallo. La sua realizzazione viene fatta risalire intorno alla metà del IV secolo a.C.. Attualmente è esposto nel Museo di belle arti di Angoulême.

## Scoperta
La sua scoperta fu un evento casuale nel maggio 1981, quando alcuni speleologi entrarono per la prima volta nella cosiddetta grotte des Parrots, ubicata nei pressi di Agris, nel dipartimento francese della Charente, scoperta da appena una settimana. Mentre si accingevano all'esplorazione, gli speleologi si imbatterono in alcuni indicatori archeologici e in un accumulo artificiale di terreno di risulta, prodotto dall'escavazione della tana di un tasso, nella camera principale della grotta: al di sopra di quest'ultimo erano visibili quelli che si sarebbero rivelati due frammenti della calotta di un elmo. Nell'immediatezza furono compiuti degli scavi d'emergenza, mentre a partire dal 1982 furono programmate regolari campagne di scavo, dirette da José Gomez de Soto, che permisero di ritrovare le rimanenti parti disperse della calotta, una delle due paragnatidi, la base di attacco del cimiero e vari singoli frammenti di pezzi ornamentali in origine fissati sui lati dell'elmo. Alcune parti dell'ornamento laterale e sommitale della calotta, così come la seconda paragnatide, non sono mai state trovate.

### Contesto ambientale
Al momento del rinvenimento, il contesto archeologico si presentava già fortemente alterato dall'azione degli animali scavatori: tra i frammenti dispersi, solo due pezzi ornamentali erano probabilmente ancora nel luogo di deposizione. Gli scavi compiuti hanno immediatamente escluso qualsiasi relazione con una sepoltura, mentre la composizione del materiale, inusuale rispetto a quanto riscontrabile negli abitati, suggeriva la possibilità di una destinazione peculiare del sito. Sono stati gli scavi successivi, diretti da Bruno Boulestin, dell'Università di Bordeaux 1, che hanno permesso di chiarire meglio il contesto ambientale, mostrando come la grotta fosse stata sottoposta a lavori di sistemazione nella seconda età del ferro, con la costruzione di un muro in terra sull'entrata e un fossato all'esterno della grotta: questi indici archeologici permettevano di sciogliere ogni dubbio sull'interpretazione del luogo come santuario rupestre frequentato per motivi cultuali dalla seconda età del ferro fino all'alto impero romano.

### Analisi e restauri
Prima dell'attuale destinazione museale, nella città di Angoulême, l'elmo fu sottoposto a un intervento di restauro eseguito presso i laboratori del Römisch-Germanisches Zentralmuseum di Magonza da László von Lehóczky.
Uno studio presso i laboratori di ricerca e restauro della Direction des Musées de France, compiuto su alcuni campioni prelevati dall'elmo, ha permesso di determinare la composizione metallurgica del metallo prezioso: l'elmo è realizzato con una lega aurea molto fine, la cui composizione raggiunge livelli di purezza estrema, decisamente insoliti per oggetti preziosi dell'antichità. In media, si è riscontrato nei campioni una frazione del 99% in oro, 0,5% in argento e 0,2 % in rame.

## Fattura artistica

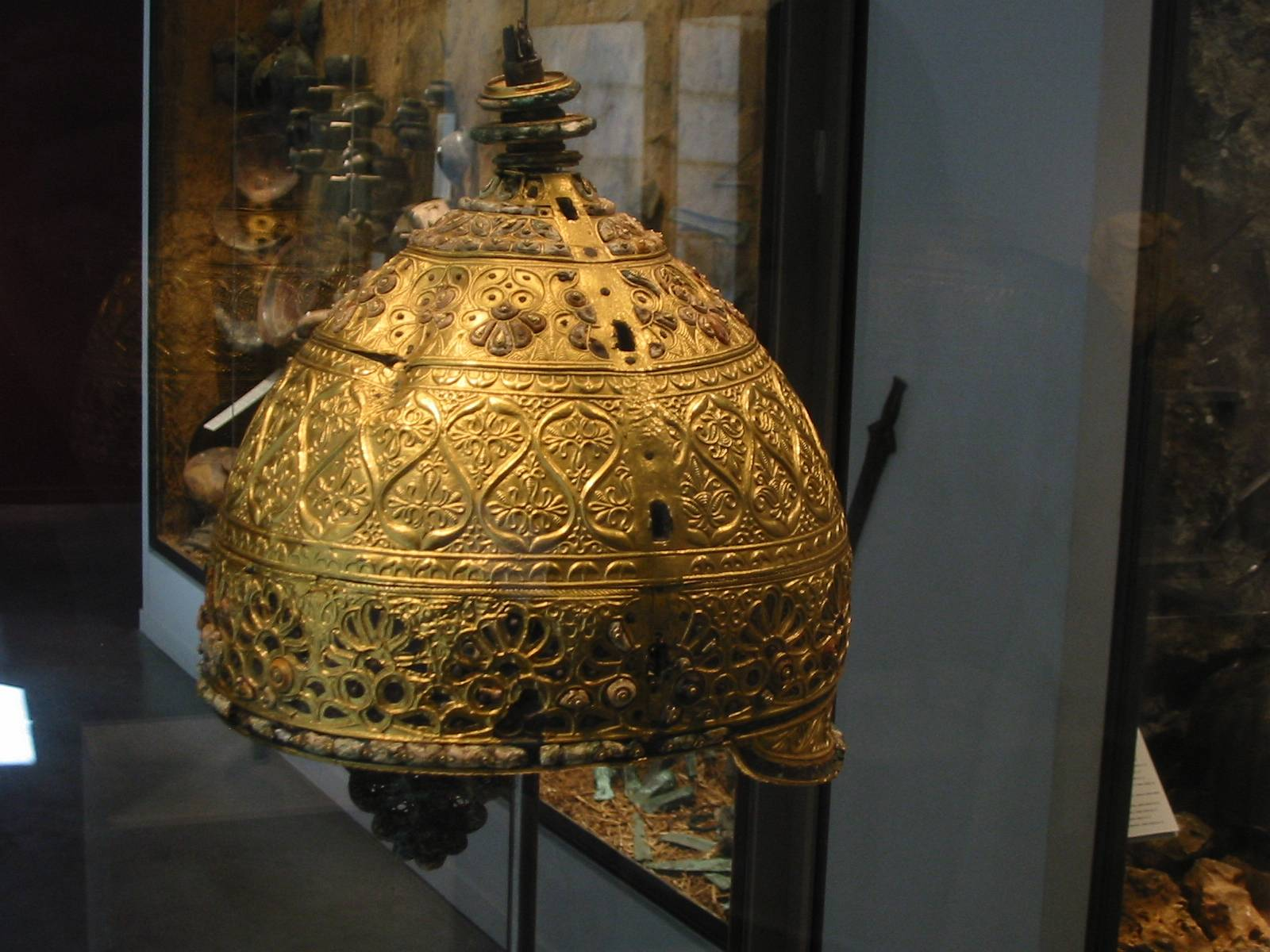
Il casco di Agris nella sua collocazione museale

### Struttura
L'elmo si presenta come un prodotto artistico dalla concezione molto elaborata: la struttura principale è un unico pezzo di ferro martellato, al quale è assicurato il paranuca per mezzo di rivetti. L'intera superficie è rivestita da placche in bronzo, la cui decorazione è in parte ottenuta già in fase di fusione e in parte rifinita a sbalzo. Sull'intera superficie bronzea è applicato un rivestimento in foglia d'oro che ne riproduce le decorazioni sottostanti.

### Decorazione
Le complesse decorazioni della superficie esterna della calotta si sviluppano su tre registri orizzontali e sono impreziosite, nel registro inferiore e superiore, dall'applicazione di numerosi inserti di corallo a cabochon, tenuti in sede da rivetti in argento con testa di bronzo decorato, e placcatura in oro. La paragnatide era interamente coperta da un'incrostazione di corallo.

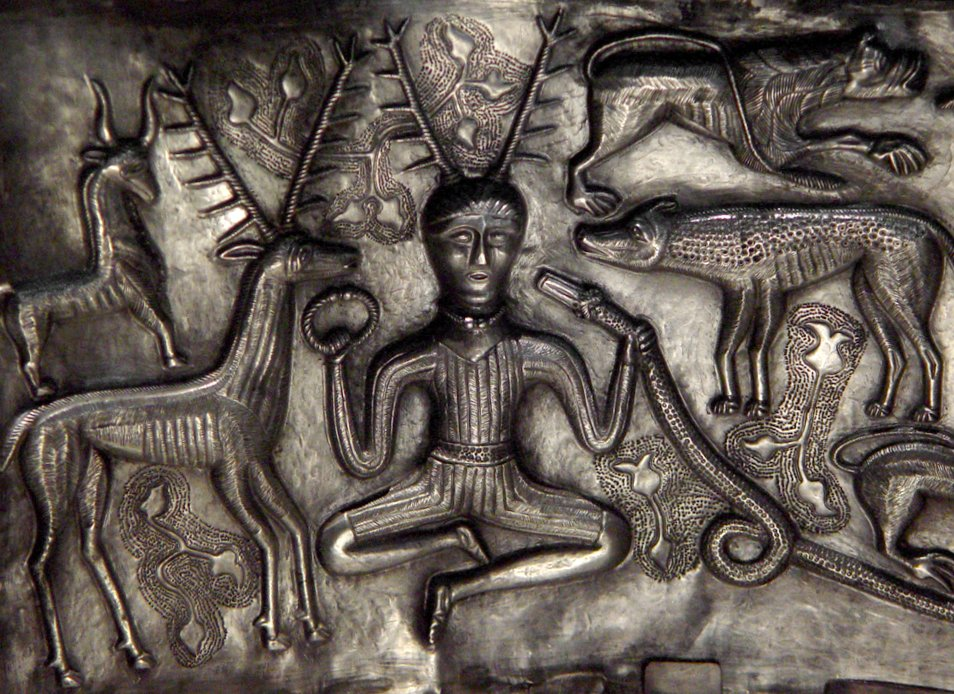
L'iconografia teratomorfa dell'elmo trova un riscontro mitologico nel mostro serpentiforme brandito dal dio Cernunnos nel calderone di Gundestrup

La superficie della paragnatide non è continua ma si presenta finemente traforata. I vuoti sono attraversati da filigrane auree formate da granuli d'oro che descrivono dei decori: è proprio uno di questi fili d'oro a fornire l'unica rappresentazione figurativa, con un piccolo motivo teratomorfo-zoomorfo costituito da una testa mostruosa di animale dal muso lungo (una sorta di cane o lupo) dagli occhi esorbitanti e le corna da ariete; il corpo serpentiforme prende origine a destra da un ricciolo spiraliforme e si sviluppa verso sinistra in un meandro in forma di yin e yang che si prolunga, sempre verso sinistra, a descrivere una voluta al cui estremo è la testa. Si tratta di un elemento iconografico il cui significato può essere forse rintracciato nella mitologia celtica: sebbene privo di precedenti e di confronti per l'epoca, un motivo simile ricorre invece nella molto più tarda arte gallo-romana, ma si riscontra anche in realizzazioni artistiche alla periferia del mondo celtico come nel calderone di Gundestrup, dove un mostro simile è brandito dalla mano sinistra di quello che si interpreta comunemente come il dio Cernunnos.
La realizzazione artistica è di livello molto elevato, con grande profusione di elementi decorativi diversi, di origine vegetale, interamente astratti (tranne uno), disposti dall'artista in una elaboratissima composizione la cui trama va a coprire l'intera superficie disponibile: fin dalla sua scoperta, il casco di Agris è stato considerato come uno dei grandi capolavori dell'arte celtica, fortemente influenzato dall’arte greca dell’Italia meridionale e della Sicilia. Si tratta indubbiamente di un artista celtico che viveva in Italia meridionale o in Sicilia; gli studiosi sono concordi nel collocarlo a Taranto o in Campania . Condiderato un capolavoro, facendo mostra di sé in diverse esposizioni mondiali sui Celti, come quella allestita a Venezia nel 1991, nelle sale di Palazzo Grassi, o come la mostra sull'"Arte dei Celti" (L'art des Celtes/Kunst des Kelten) tenutasi a Berna nel 2009, sulla copertina del cui catalogo campeggiava proprio l'immagine dell'elmo.

### Destinazione cerimoniale
La complessità della realizzazione tecnica, il pregio dei materiali, la maestria e la qualità artistica, la profusione di dettagli, fanno pensare che l'elmo fosse concepito come un oggetto di prestigio, non destinato a un uso in battaglia, ma da indossare in particolari situazioni: la sua reale funzione potrebbe essere quella di un oggetto di gala da ostentare in occasioni cerimoniali o rituali. Dalla particolare funzione potrebbe dipendere anche il destino finale, la deposizione nel santuario rupestre, prima della quale l'elmo era stato deliberatamente danneggiato.

## Origine
Gli studiosi collocano come zona di realizzazione l’Italia meridionale o la Sicilia: diverse similitudini stilistiche permettono di accostarlo a prodotti dell'arte celto-greca della zona di Taranto o in Campania. Si tratterebbe quindi di un esempio della vasta irradiazione di un nuovo originale stile artistico maturato in ambiente greco-italico, stile vegetale continuo (detto anche stile di Waldalgesheim, nella nomenclatura originale della fondamentale opera di Paul Jacobsthal).
Lo stile vegetale continuo è il frutto di un'originale e coerente facies dell'arte celtica, maturata grazie ai contatti culturali con i centri di produzione greci della penisola italiana, . Tali effetti si sarebbero ripercossi ben presto a nord delle Alpi: la loro assimilazione e rielaborazione innescò una fase di rinnovamento dell'arte celtica: tra gli esempi di questa fase artistica, oltre al reperto di Agris, si può citare un altro capolavoro, l'elmo di Canosa in bronzo e corallo, capolavoro datato intorno al 330 a.C., proveniente da Canosa di Puglia e conservato al Antikensammlung del sistema dei Musei statali di Berlino.
Il casco di Agris si propone come espressione di una fase di transizione alla nuova voga decorativa dello "stile vegetale continuo", in un'area periferica rispetto all'epicentro di irradiazione celto-greco. In effetti, da un punto di vista stilistico, il casco è ancora debitore della fase artistica precedente, quella che Paul Jacobsthal, nella sua fondamentale periodizzazione stilistica dell'arte celtica, aveva indicato come Early style (primo stile), in voga al V secolo a.C.: tuttavia, la presenza di alcuni elementi tipici dello stile vegetale continuo, e il trattamento riservato agli elementi decorativi più tradizionali, permettono di riconoscere l'influenza della moda artistica che andava affermandosi nel secolo IV, di provenienza magno greca. . Proprio sulla base di tali considerazioni stilistiche, si è potuto datare l'opera tra il secondo quarto e la metà del IV secolo a.C..
L'oro potrebbe provenire dalle miniere dei monti dell'Alvernia, sul lato ovest nel Massiccio centrale, ben conosciute nell'antichità e il cui sfruttamento è documentato almeno fin dal V secolo a.C..